# Vítězslav Bílek (pedagog)
Vítězslav Bílek (1. září 1906 Metylovice – 2. listopadu 1944 Breslau) byl český pedagog a odbojář popravený nacisty.

## Život
Vítězslav Bílek se narodil 1. září 1906 v Metylovicích na Frýdecko-Místecku v rodině Valentina a Otýlie Bílkových. Vystudoval učitelský ústav, poté vyučoval krátce na několika školách a trvale pak v Dolním Žukově. Po obsazení českého Těšínska Polskem se Vítězslav Bílek vrátil do rodných Metylovic, následně byl ustanoven řídícím učitelem obecné školy v Černčíně. Angažoval se ve spolkové činnosti, byl členem Sokola v Bučovicích, sbormistrem smíšeného pěveckého sboru v Černčíně a vedoucím sboru Hvězda v Bučovicích, hrál na housle a v ochotnickém divadle. Po obsazení zbytku republiky Německem v březnu 1939 vstoupil do protinacistického odboje. Za svou činnost byl v květnu 1943 zatčen gestapem během vyučování. Vězněn a vyslýchán byl v brněnských Kounicových kolejích, následně byl převezen do Breslau, dne 8. května 1944 odsouzen k trestu smrti a 2. listopadu téhož roku popraven.

## Rodina
Bratr Vítězslava Bílka Božetěch Bílek byl rovněž pedagogem. Druhý bratr Vladimír Bílek byl úředníkem ve Válcovnách kovů v ostravském Přívoze. Rovněž se zapojil do protinacistického odboje a na konci dubna 1945 byl zatčen gestapem na udání jednoho ze spoluzaměstnanců. Přesné datum, kdy byl popraven, není známo. Jeho tělo bylo objeveno v hromadném hrobě na starém židovském hřbitově v polském Těšíně. Na přání rodiny bylo převezeno a pohřbeno v Metylovicích.